# Sarophorus carinatus
Sarophorus carinatus là một loài bọ cánh cứng trong họ Bọ hung (Scarabaeidae).